# Turmhügel Weiher (Ubstadt-Weiher)
Der Turmhügel Weiher ist eine abgegangene Turmhügelburg (Motte) in der Kraichbachniederung etwa 200 Meter südöstlich der Kirche am Ortsrand von Weiher, Ortsteil der Gemeinde Ubstadt-Weiher im Landkreis Karlsruhe in Baden-Württemberg.
Die Burg wurde um 1200 von den Herren von Weiher erbaut und kam 1282 an das Bistum Speyer. 1431 wurde die Burg als baufällig bezeichnet und verfiel bis 1568. 1960 fanden auf der Burgstelle Grabungen statt.
Von der ehemaligen Burganlage sind noch der fast kreisrunde 3 bis 3,5 Meter hohe Burghügel mit einem unteren etwa 45 Meter großen und einem oberen etwa 27 Meter großen Durchmesser sowie Grabenreste erhalten.